# 제21호 과학위성 아카리

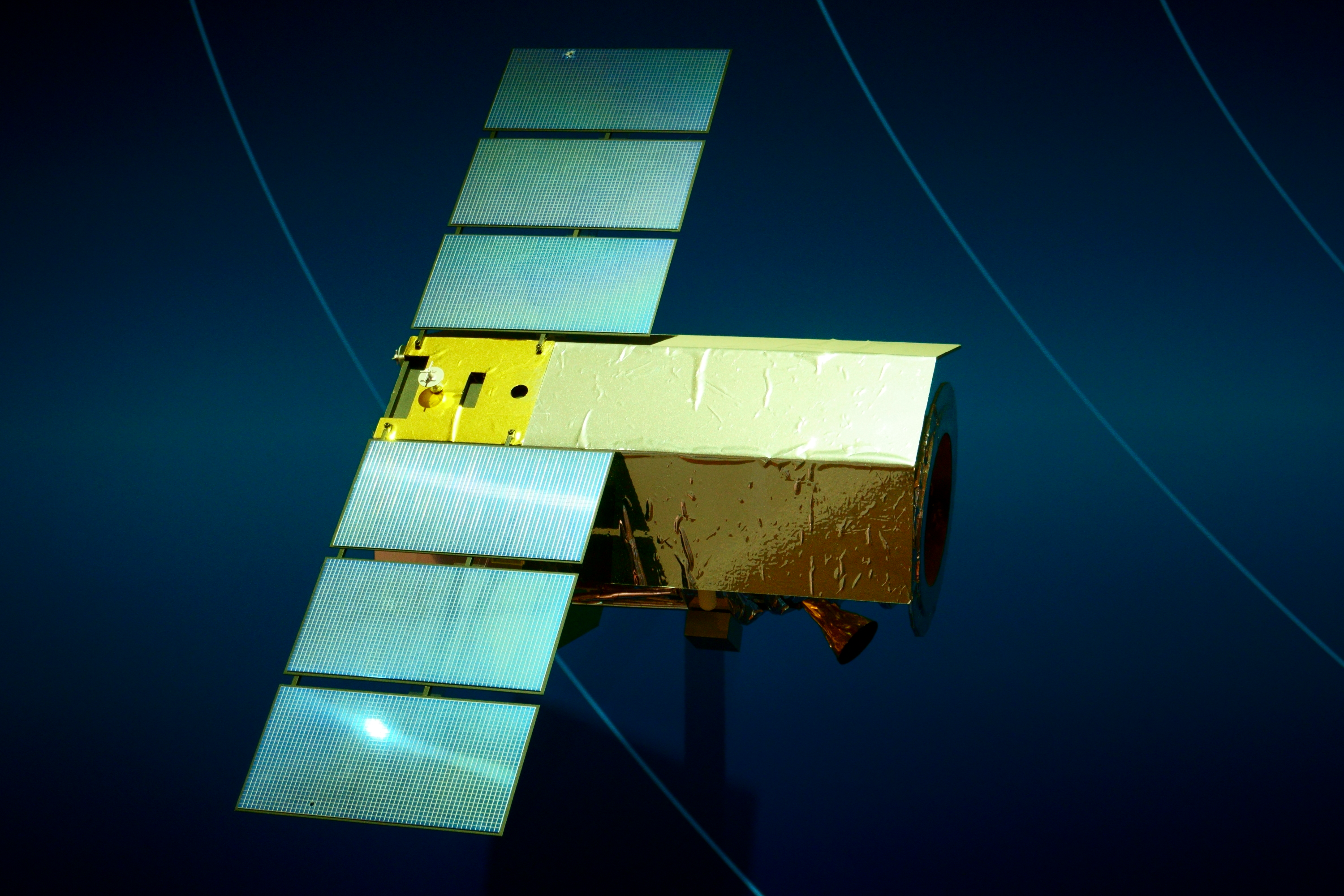

아카리(AKARI) 또는 ASTRO-F는 일본의 우주항공개발기구(JAXA) 산하 우주과학연구본부(ISAS)이 중심이 되어 제작한 적외선 우주 망원경으로서, 한국의 서울대학교, 유럽 우주국(ESA) 및 유럽 대학 컨소시엄이 참여하였다. 2006년 2월에 유럽 ESA와 공동제작 관리하게 될 ASTRO-F 위성이 어제 저녁 일본 우치노우라 우주 센터에서 성공적으로 발사되었다. 우주의 지도를 만들기 위해 적외선으로 하늘 전체를 관측하였다.
22일 일본 우치노우라 우주센터에서 성공적으로 발사된 아카리 우주 망원경은 고도 745km에서 적외선으로 우주를 관측해 은하 탄생의 비밀을 벗길 예정이다. astro-f 과학 연구진은 관측 자료가 정리되는 대로 전천 전천 탐사 데이터에 의한 점광원 목록을 공개할 것이고 그 과정에서 중요하고도 새로운 천체에 대한 발견이 이루어질 것이다.
서울대가 국제공동연구의 일환으로 참여하고 있는 일본 우주개발기구(JAXA)의 적외선 우주망원경 아카리(AKARI)가 관측한 대마젤란 은하 사진이 2일 공개됐다. 최근 일본의 적외선 우주망원경 아카리를 이용해 130억 광년 떨어진 퀘이사 8개를 관찰하는 데 성공했다.
ASTRO-E는 일본의 X레이 관측 위성이다. 2000년 Astro-E 위성의 발사가 실패했다. 위성은 바다에 추락했다. 그래서, 2005년 7월 10일 Astro-EII 가 발사되었다.

## 같이 보기
- 적외선천문학
- 스피카 (망원경)